# Kim Utzon
Kim Utzon (født 1. januar 1957 på Frederiksberg) er en dansk arkitekt og søn af Jørn Utzon. 
Utzon er uddannet ved Kunstakademiets Arkitektskole hvor han studerede i 1976–1981. Senere gik han ind i Utzon Associates hvor han samarbejdede med faren og broren Jan Utzon. Dette samarbejde førte blandt andet til opførelse af Paustians Hus i København.
Utzon har drevet arkitektfirmaet Kim Utzon Arkitekter siden 1985. 

## Udvalgte værker
- Paustians Hus
- Arbejdsgiverforeningen for Handel, Transport og Services hus
- Utzonsenteret i Aalborg i samarbejde med Jørn Utzon
- Dunkers kulturhus i Helsingborg

## Priser
- 1987 – Betonelement-Prisen for Paustians Hus, sammen med broren Jan og faren Jørn
- 2001 – Eckersberg Medaillen
- 2004 – Betonelement-Prisen for Kalkbrænderihavnen i København, Dunkers kulturhus i Helsingborg og Rosendahl A/S domicil i Hørsholm

## Eksterne kilder og henvisninger
- Kim Utzon på Kunstindeks Danmark/Weilbachs Kunstnerleksikon